# Afmars der vrouwen
Afmars der vrouwen (Engelse titel: Implosion) is een sciencefictionroman uit 1968 van de Engelse schrijver D.F. Jones. Het laat de gevolgen zien van een sterke terugloop van een plaatselijke bevolking. Het boek speelt zich inmiddels in het verleden af. Het karakter van de vrouwelijke hoofdpersoon Julia laat een emancipatoire verschuiving zien.

## Synopsis
Het verhaal is in vieren gesplitst. 
Het voorwoord laat de huidige (augustus 1995)  toestand zien rondom vliegveld Gatwick. De natuur staat op het punt om de terminal en omringende velden en spoorlijnen terug te nemen door ze te overwoekeren. Deze situatie is ontstaan zonder atoomoorlog of welke oorlog dan ook. Ook milieuvervuiling heeft geen enkele rol gespeeld. 
Daarna wordt teruggegaan naar de beginjaren 70 waarin na een aantal jaren wordt ontdekt, dat een niet nader genoemd Oostblokland (wel met een Karl Marx Instituut) alleen het Verenigd Koninkrijk heeft vergiftigd met de stof Prolix. Deze stof zorgt voor steriliteit bij het grootste gedeelte van de Britse vrouwen. Groot-Brittannië, geleid door premier George Farmer en minister van gezondheid John Bart, ooit zelf dokter, staat voor een aantal problemen. Zij moeten een oplossing vinden voor een snelle afname van de bevolking. Tegelijkertijd moeten zij maatregelen doorvoeren om te voorkomen dat Britten nog naar het buitenland vertrekken (niemand zit daar trouwens  meer op ze te wachten) en dat alle Britten, zekere de vrouwelijk, zo snel mogelijk naar huis komen om de bevolking nog enigszins op peil te houden. Zo worden bijvoorbeeld alle Britse militairen uit West-Duitsland teruggeroepen. Om de vruchtbare vrouwen optimaal te "benutten", worden ze geplaatst in tehuizen waarin ze verplicht zijn mee te doen aan het kweken van kinderen. Om dat in goede banen te leiden is het mogelijk gemaakt, dat mannen eenvoudig kunnen scheiden van vruchtbare vrouwen, zodat zij een niet-vruchtbare vrouw kunnen huwen. De tehuizen komen er niet zonder slag of stoot, want de niet-vruchtbaren plegen regelmatig aanslagen. Het Prolix wordt trouwens na de introductie verspreid over alle landen, zodat geen enkel land overwicht heeft. Dat blijkt al snel niet de oplossing te zijn. Landen bestoken elkaar met Prolix om de overhand te krijgen en Racistische groeperingen zoals de Ku Klux Klan gebruiken het bijvoorbeeld om de donkere bevolking in het zuiden van de Verenigde Staten te decimeren. 
Het derde deel gaat over Julia. Zij is/was de vrouw van John Bart en liet zich als zwangere (dus vruchtbare) met voorbeeldfunctie verplaatsen naar een van de tehuizen. In eerste instantie was zij nog enthousiast over het idee, maar na een aantal jaren continue zwanger te zijn geweest wil zij het systeem verlaten. Het viel haar op dat de tehuizen er steeds meer uit gaan zien als gevangenissen. Bij haar ontsnapping blijkt haar pas dat de wereld is veranderd. Vluchtpogingen worden met lijfstraffen bestraft, zweepslagen blijken een adequaat middel. De (voor de kweek) belangrijke delen van het lichaam worden nauwelijks beschadigd, terwijl de straf zeer pijnlijk is. Uiteindelijk weet ze te ontsnappen en vlucht naar haar man. Die blijkt inmiddels van haar gescheiden en samen te wonen/het bed te delen met haar tweelingzuster Mary. Julia probeert het schokkende verhaal van de lijfstraffen aan haar man te slijten, maar ziet tot haar verbazing, dat hij een groot voorstander was om die lijfstraffen in te voeren. Ook dan pas hoort ze van een eenvoudige wijze van echtscheiding, de vrouw in kwestie hoeft niet op de hoogte te worden gebracht. Zij moet haar leven toch leven in de tehuizen.        
Het slot is de situatie in 1990. Alle acties en maatregelen van regeringen blijken tevergeefs. De natuur, die alle onnodige zaken laat uitsterven, heeft besloten dat vrouwen kennelijk niet meer noodzakelijk zijn voor de voortplanting en laat daardoor de balans in de geboorten van dochters en zonen steeds meer doorslaan naar zonen. Meisjes worden er in 1990 niet meer geboren. 